# Марбл (тауншип, Миннесота)
Марбл (англ. Marble) — тауншип в округе Линкольн, Миннесота, США. На 2010 год его население составляло 161 человек. Тауншип получил название «Марбл» из-за залежей известняка, внешним видом и свойствами напоминающего мрамор.

## География
По данным Бюро переписи населения США площадь тауншипа составляет 94,6 км², из которых 94,4 км² занимает суша, а 0,2 км² — вода (0,22 %).

## История
Согласно архиву Марбла, одним из первых поселенцев тауншипа был Оле Северсон, который приехал в 1870 году. Первая встреча в тауншипе, связанная с организацией постоянной политической единицы, состоялась 14 августа 1880 года в доме Северсона. На собрании были выбраны три главы тауншипа, один городской клерк, один казначей, один юрист, два констебля и по одному смотрителю дорог для каждого из дорожных участков. Каждому из выбранных исполнителей назначалась зарплата в 1 доллар за день работы. Первое регулярное собрание горожан состоялось 8 марта 1881 года.

## Население
В 2000 году в тауншипе проживало 195 человек. По данным переписи 2010 года население Марбла составлял 161 человек (из них 53,4 % мужчин и 46,6 % женщин), было 64 домашних хозяйства и 51 семья. Расовый состав: белые — 98,8 %, азиаты — 0,6 %, две или более рас — 0,6 %. На территории тауншипа расположено 80 построек со средней плотностью 0,85 построек на один квадратный километр.
Из 64 домашних хозяйств 68,8 % представляли собой совместно проживающие супружеские пары (25,0 % с детьми младше 18 лет), в 3,1 % домохозяйств женщины проживали без мужей, в 7,8 % домохозяйств мужчины проживали без жён, 20,3 % не имели семьи. В среднем домашнее хозяйство вели 2,52 человека, а средний размер семьи — 2,78 человека. В одиночестве проживали 15,6 % населения, 3,2 % составляли одинокие пожилые люди (старше 65 лет).
Население тауншипа по возрастному диапазону распределилось следующим образом: 22,4 % — жители младше 18 лет, 63,3 % — от 18 до 65 лет и 14,3 % — в возрасте 65 лет и старше. Средний возраст населения — 39,8 лет. На каждые 100 женщин приходилось 114,7 мужчин, при этом на 100 совершеннолетних женщин приходилось уже 119,3 мужчин сопоставимого возраста.
В 2014 году из 121 трудоспособного жителя старше 16 лет имели работу 89 человек. Медианный доход на семью оценивался в 58 750 $, на домашнее хозяйство — в 58 438 $. Доход на душу населения — 23 004 $.